# آلن آرکوش
آلن آرکوش (انگلیسی: Allan Arkush؛ زادهٔ ۳۰ آوریل ۱۹۴۸) کارگردان فیلم، کارگردان تلویزیونی و تهیه‌کننده تلویزیونی اهل ایالات متحده آمریکا است. وی از سال ۱۹۷۰ میلادی تاکنون مشغول فعالیت بوده‌است.
از فیلم‌ها یا برنامه‌های تلویزیونی که وی در آن نقش داشته‌است می‌توان به گلوله توپ اشاره کرد. وی همچنین برندهٔ جوایزی همچون جوایز امی ساعات پربیننده شده‌است.